# Cmentarz wojenny w Szepietowie
Cmentarz wojenny w Szepietowie – zabytkowy cmentarz z I wojny światowej wpisany do rejestru zabytków nr rej.: A-435 z 30.12.1991, znajdujący się w mieście Szepietowo, w województwie podlaskim.
Cmentarz znajduje się w pobliżu miejsca przecięcia się drogi krajowej nr 66 z linią kolejową nr 6. Spoczywają na nim żołnierze polegli w 1915 w bitwie pod Plewkami (52 Niemców i 39 Rosjan). Powierzchnia cmentarza – 0,02 ha.

## Galeria

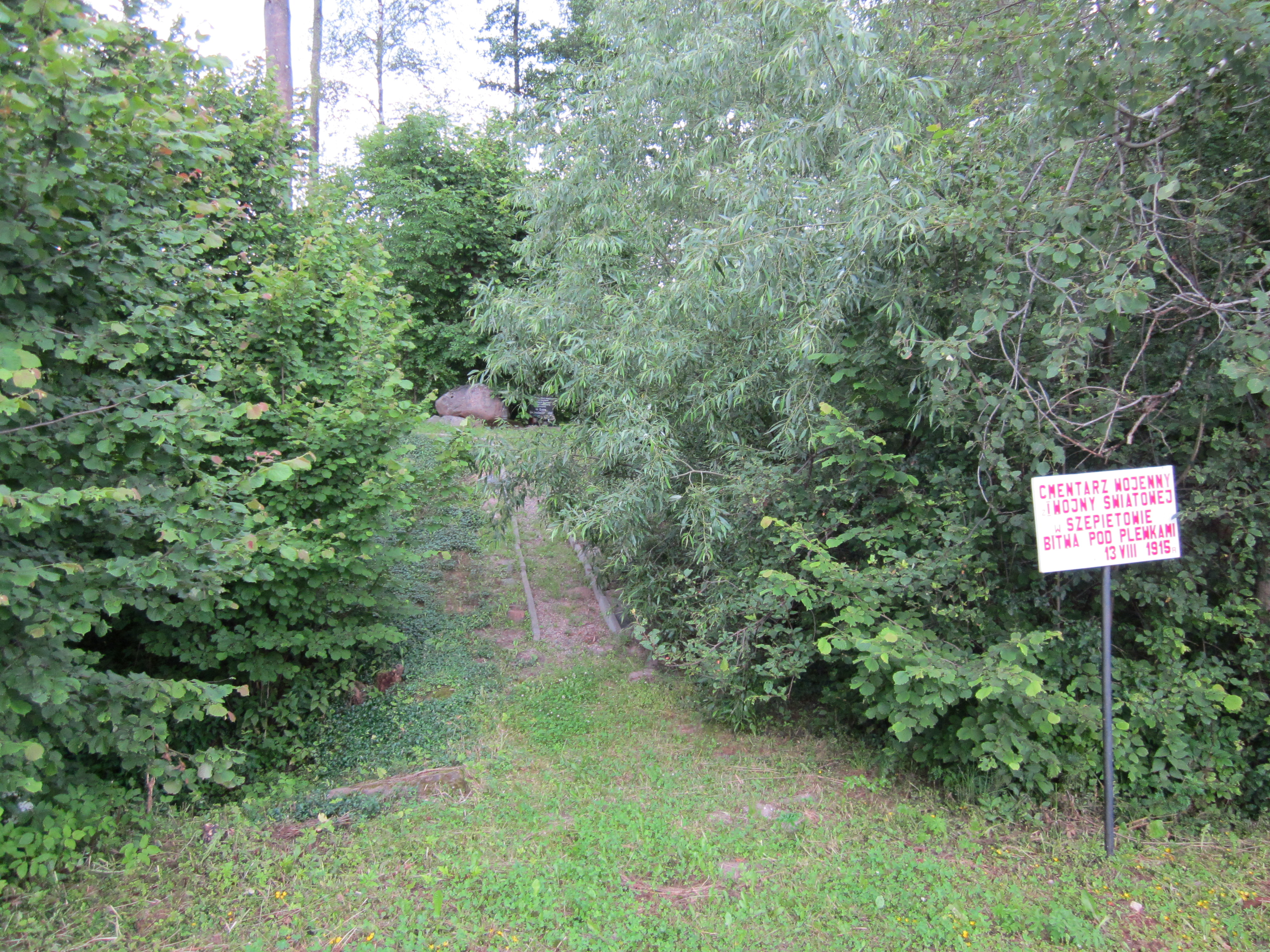
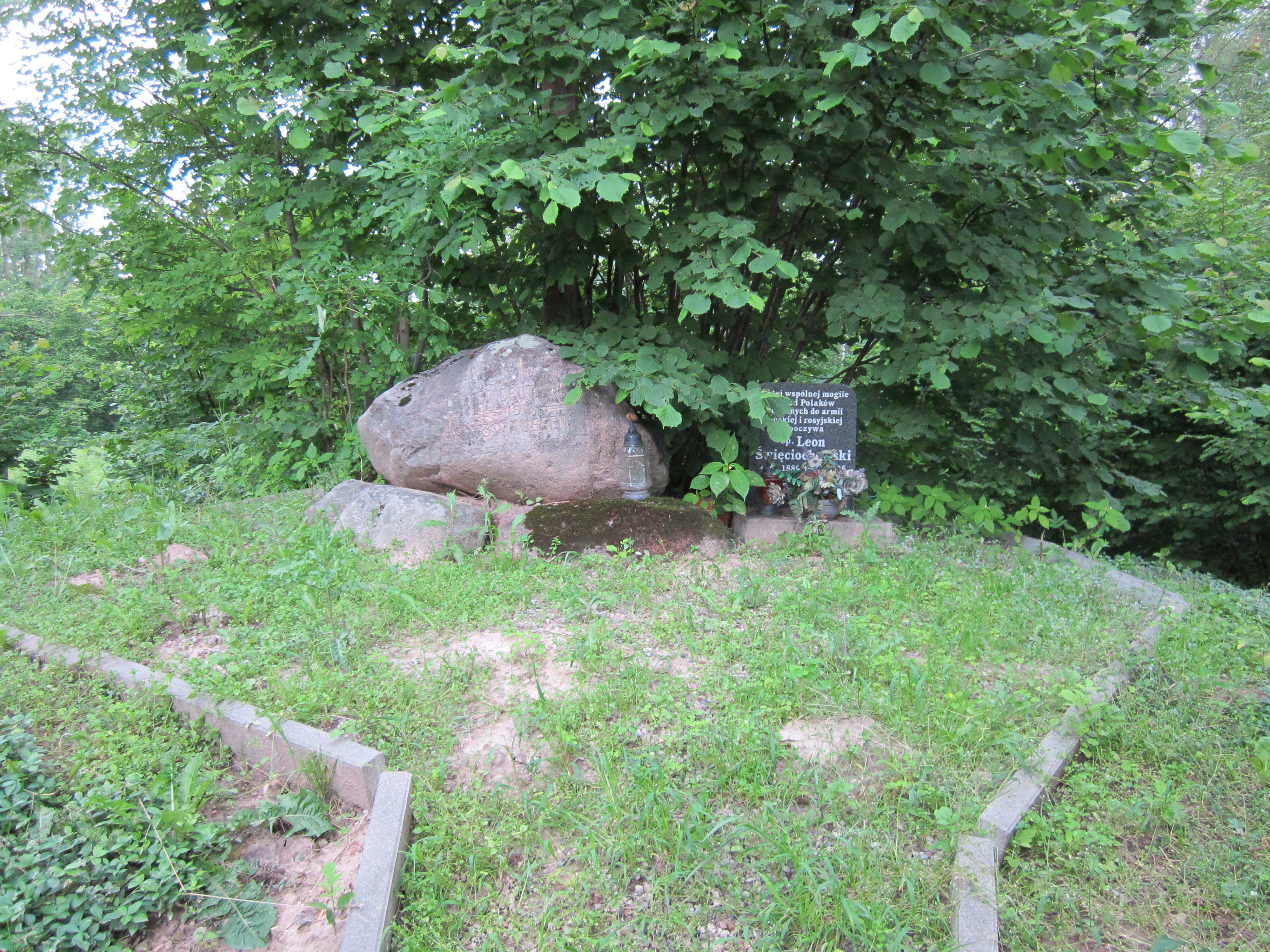
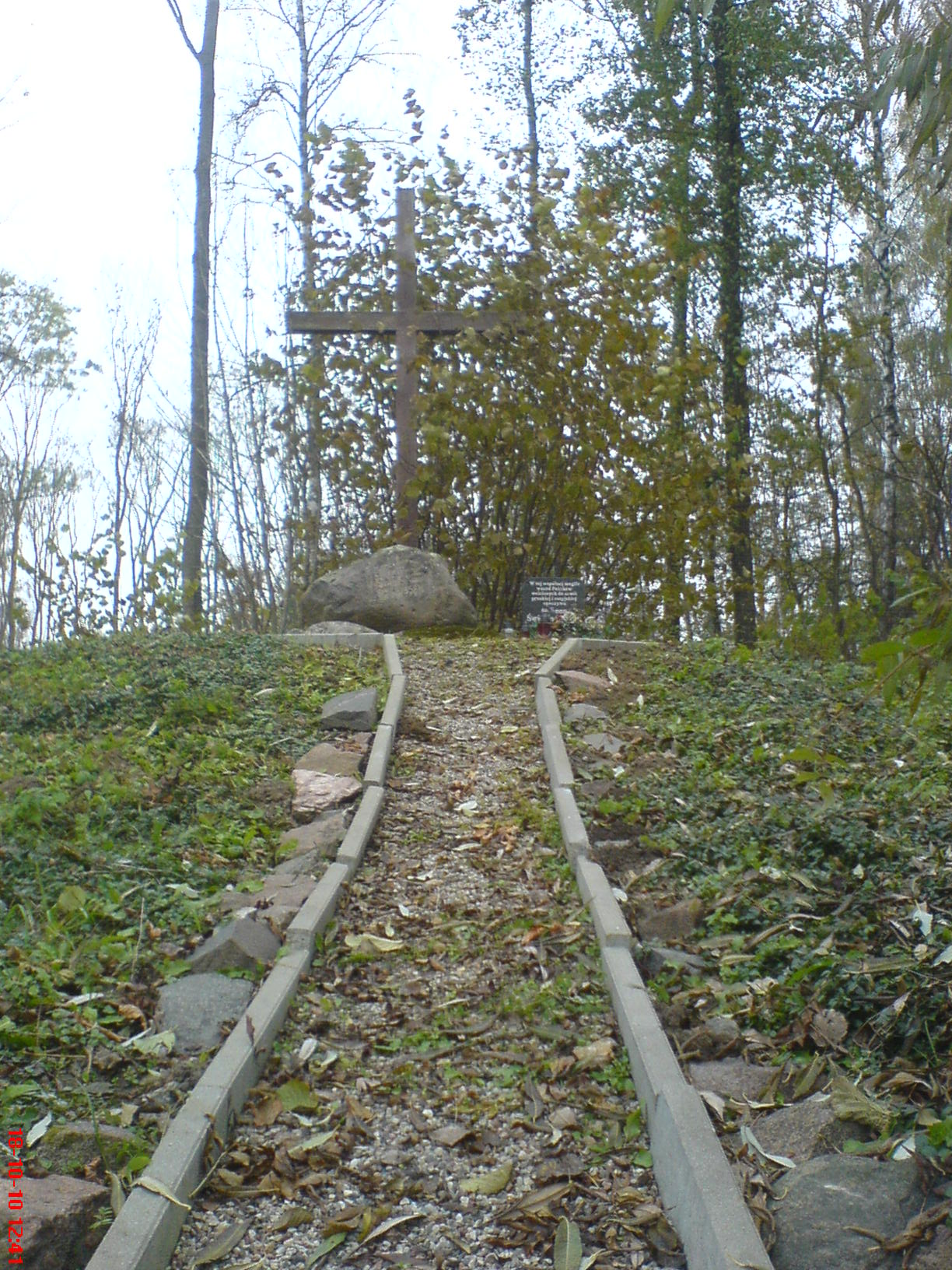